# Galletas Fontaneda

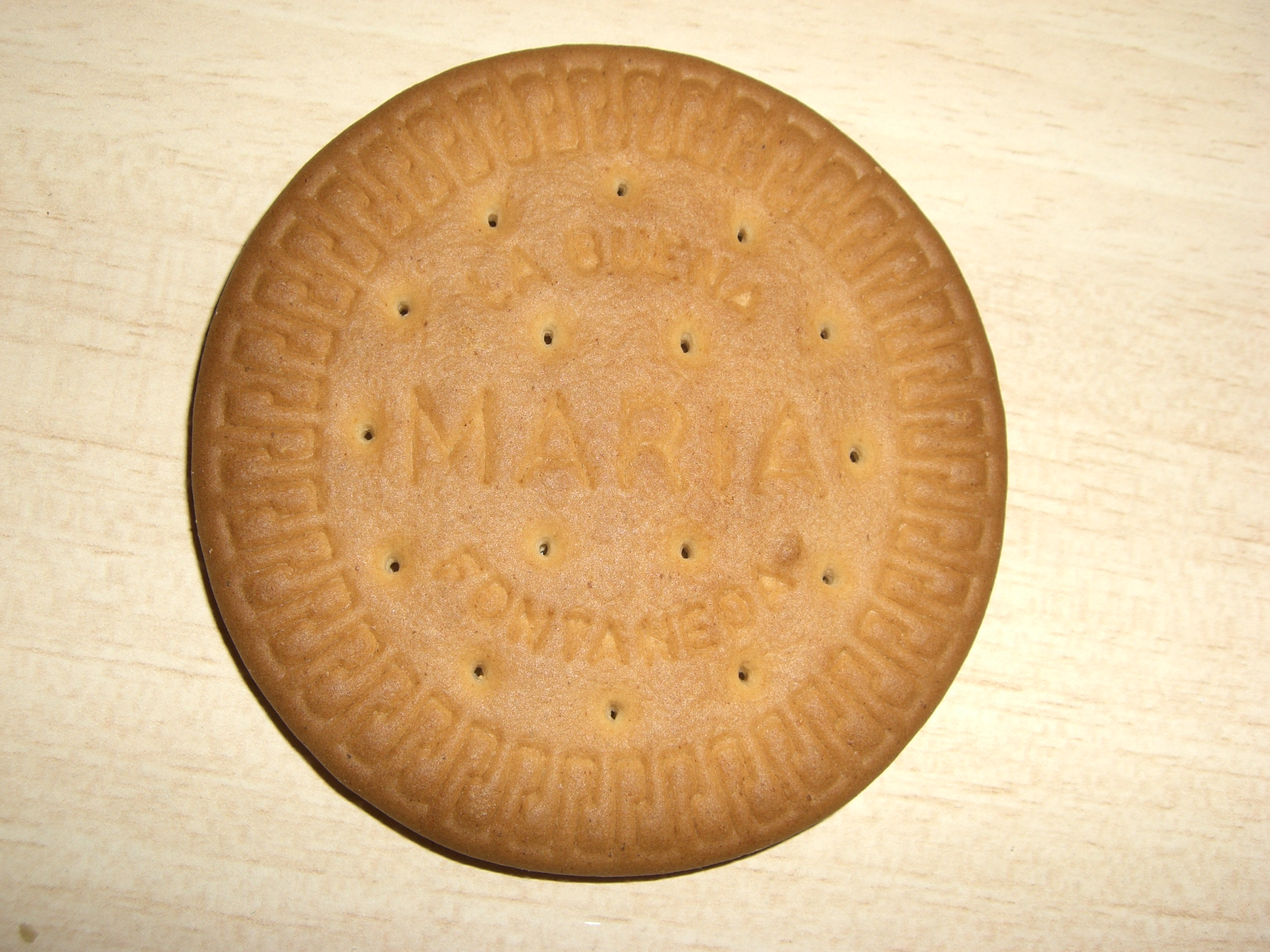
Galletas der Sorte María Fontaneda

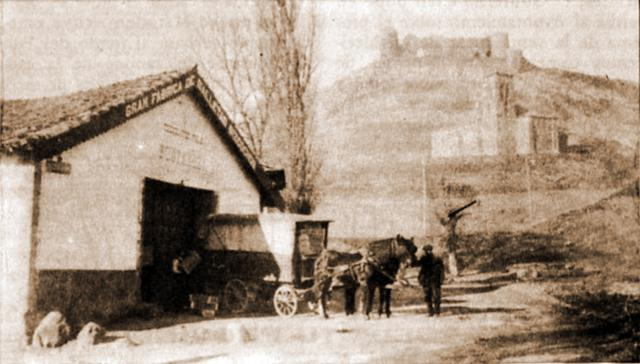
Erste Fabrik von Eugenio Fontaneda Millán um 1900

Galletas Fontaneda ist eine Marke des US-amerikanischen Lebensmittelkonzerns Mondelez International für in Spanien hergestellte Kekse.

## Geschichte
1881 gründete Eugenio Fontaneda Millán in Aguilar de Campoo die erste Produktionsstätte. Die Galletas Fontaneda erlangten sehr schnell große Bedeutung in Spanien. 1923 wurde die Produktion unter dem Namen Manufactura nacional de galletas, chocolates y bizcochos Hijo de E. Fontaneda bekannt, als Galetas in katalanischen und baskischen Keksdosen von namhaften Künstlern gestaltet vertrieben wurden. 1927 dominierten die Galletas Fontaneda im nationalen Gebäckmarkt. 1933 wurde die Produktionskapazität verdreifacht.
1996 übernahm der multinationalen Konzern United Biscuits (Nabisco) die Fabrikation Galletas Fontaneda. Die Marke Fontaneda wurde 1996 auch in den USA ins Markenregister eingetragen. 2002 wurde das Werk in Aguilar de Campoo geschlossen und die Fabrikation zur Herstellung und Aufrechterhaltung der Marke auf andere Werke in Spanien verlegt. 2006 übernahm der US-amerikanische Konzern Kraft Foods Group die spanische Marke Galletas Fontaneda.
2010 erweiterte die Kraft-Gruppe den Markenbegriff. Es erschienen unter der Marke die Produktreihen Fontaneda Digestive,  Fontaneda Fruit & Fit, María Fontaneda, Fontaneda Marie Lu, Osito Lulu und Fontaneda sin Azúcares (ohne Zucker). Seither werden in Spanien mit insgesamt 18 Produktionslinien die Marken Galletas Fontaneda von Kraft Biscuits Iberia S.A hergestellt.